# 多裔草属
多裔草属（学名：Polytoca），也称多裔黍属，是禾本科下的一个属，为高大草本植物。该属共有9种，分布热带亚洲和大洋洲。

## 下属物种
- 多裔草 Polytoca digitata
- 葫芦草 Polytoca massii